# Otto Lanz

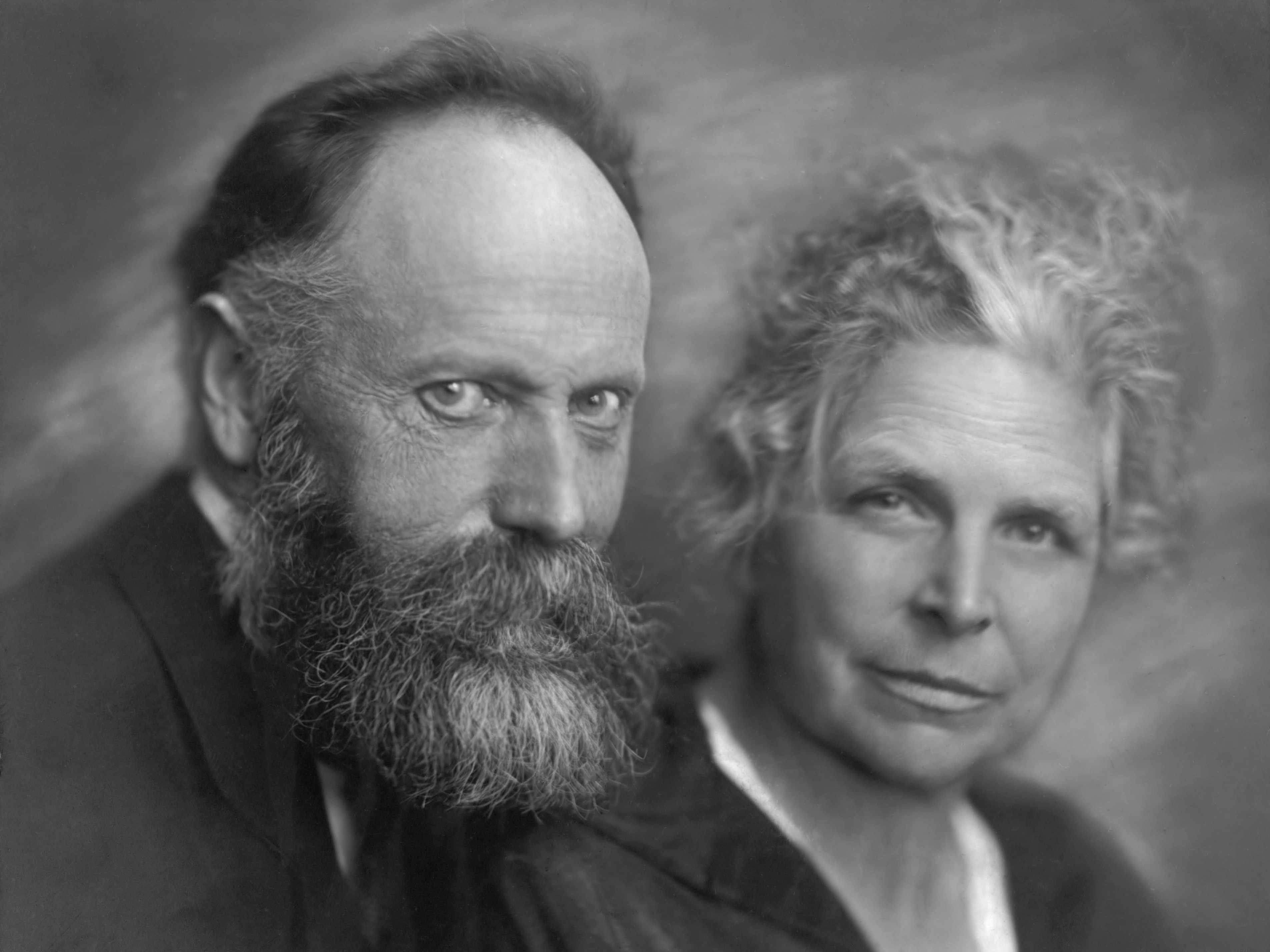
Otto Lanz en zijn vrouw Anna Willi (1927)

Otto Lanz (Steffisburg, 14 oktober 1865 – Amsterdam, 23 maart 1935) was een rijke Zwitserse chirurg en fanatiek verzamelaar van vroeg-Italiaanse kunst.
In 1902 werd hij benoemd tot hoogleraar chirurgie aan de Universiteit van Amsterdam. Hij bleef de rest van zijn leven wonen in Amsterdam. Hij was de initiatiefnemer van het Zuiderbad. Jan Toorop schilderde in 1927 een portret van Lanz' 'doorgroefde bergengidsengelaat', zoals een tijdgenoot hem typeerde.
Lanz, die zichzelf graag omschreef als 'de beste kunstkenner onder de chirurgen en de beste chirurg onder de kunstkenners', was de belangrijkste kenner en verzamelaar van vroeg-Italiaanse kunst in Nederland. In dertig jaar tijd legde hij een omvangrijke verzameling aan, die een plaats kreeg in zijn monumentale woonhuis aan het Museumplein, dat was ingericht als een palazzo in Italiaanse renaissancestijl, aangekleed met een bonte verzameling van kunstvoorwerpen. Lanz verzamelde schilderijen, beeldhouwkunst, meubels en keramiek. Toen hij in 1935 overleed telde zijn verzameling ongeveer 430 objecten.

## Italiaanse kunst in Nederland voor de Tweede Wereldoorlog
In 1900 was er nog nauwelijks Italiaanse kunst in Nederlands bezit. Nederlanders verzamelden liever stukken uit de eigen Gouden Eeuw. Kunstverzamelaars van buitenlandse afkomst, zoals Otto Lanz, Edwin vom Rath en Fritz Mannheimer, lieten Nederland kennismaken met Italiaanse kunst uit de veertiende, vijftiende en vroege zestiende eeuw. Het Rijksmuseum in Amsterdam stelde zowel in 1906 als in 1912 enkele zalen beschikbaar aan Lanz, die hij inrichtte met kunst uit zijn eigen collectie. Zijn verzamelwoede inspireerde andere verzamelaars. Steeds meer particulieren gingen Italiaanse kunst verzamelen. Nederlandse museumdirecteuren begonnen ook belangstelling te tonen voor het aanschaffen van vroeg-Italiaanse kunst.
Frederik Schmidt Degener, die in 1921 werd aangesteld als directeur van het Rijksmuseum in Amsterdam, beloofde te breken met het traditionele verzamelen van Nederlandse kunst, 'moe als we worden om steeds in het familiealbum te moeten bladeren'.
Nederland groeide in korte tijd uit tot internationaal centrum van de handel in vroeg-Italiaanse kunst. Daarbij speelde de Amsterdamse kunsthandelaar Jacques Goudstikker een belangrijke rol. De vraag naar Italiaanse kunst was in de jaren voor de Tweede Wereldoorlog zo groot dat er door de geschrokken Italiaanse regering exportverboden werden uitgevaardigd. Lanz liet daarom zijn kunstwerken vervoeren in sinaasappelkratten of in kisten met de waarschuwing 'Vorsicht, Schlangen'.
In 1934 vond er in het Stedelijk Museum een omvangrijke tentoonstelling plaats van de Italiaanse kunst die op dat moment in Nederland aanwezig was. Op die tentoonstelling, getiteld Italiaansche Kunst in Nederlandsch Bezit, werden 122 schilderijen getoond uit het bezit van Otto Lanz, alsmede meer dan honderd andere objecten uit zijn verzameling. Enkele jaren na de tentoonstelling in 1934 waren de belangrijkste kunstverzamelaars overleden. Amsterdam was niet langer het centrum van de internationale kunsthandel.

## De collectie-Lanz

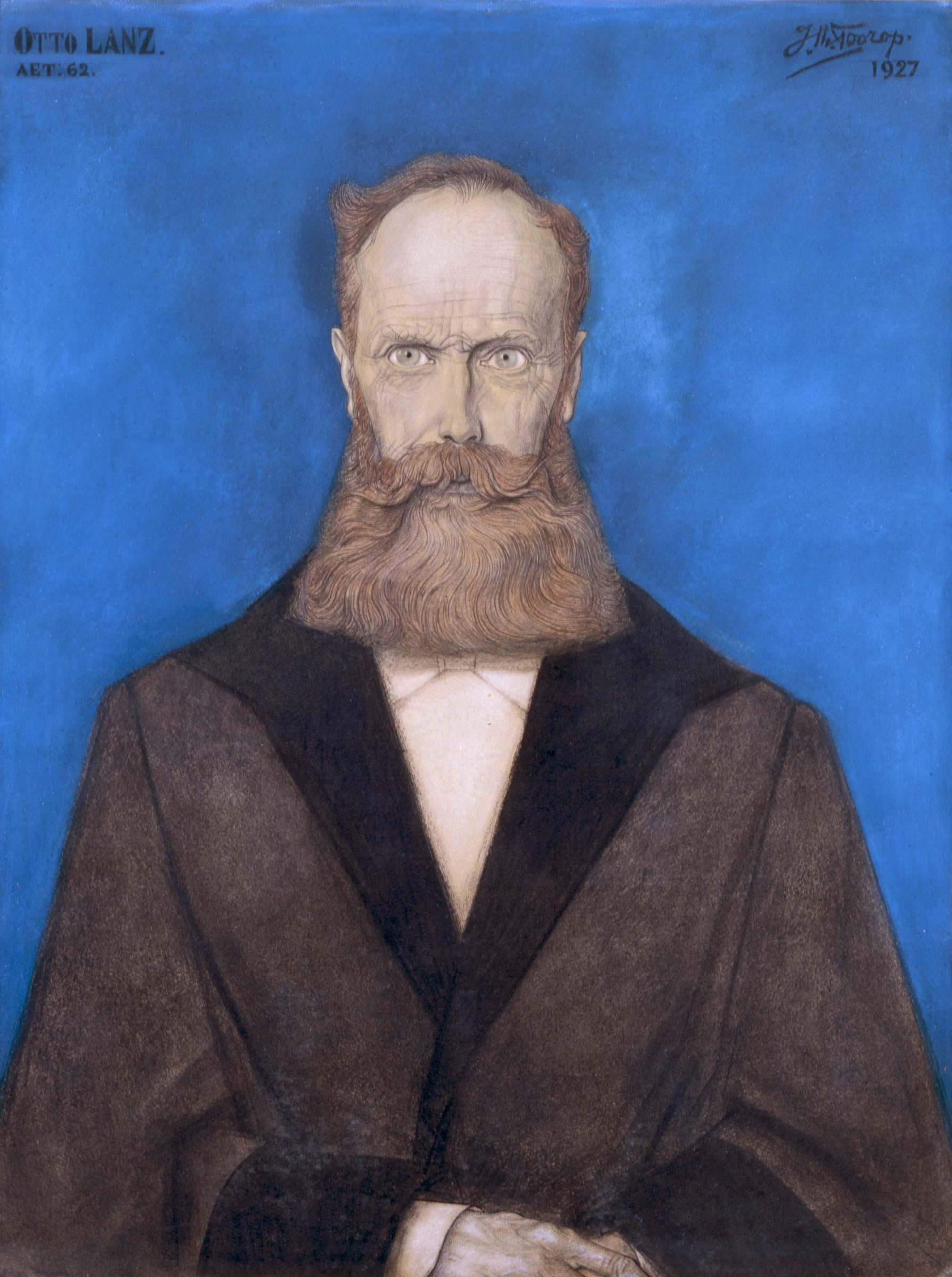
Prof. Dr. Otto Lanz geschilderd door Jan Toorop (1927).

Na zijn overlijden in 1935 gaven zijn erven de collectie Lanz in bewaring aan het Rijksmuseum. Daar werd in 1940 een deel van zijn collectie tentoongesteld. In 1941 verkocht de weduwe van Lanz de collectie aan Adolf Hitler, voor een bedrag van 2 miljoen Zwitserse franken en 350.000 Nederlandse guldens. De werken waren bestemd voor het Führermuseum in Linz.
Na de Tweede Wereldoorlog keerden de werken terug naar Nederland. In de jaren vijftig werd een deel van de collectie verkocht en raakte verspreid over de hele wereld. Van het nog altijd omvangrijke deel dat in Nederland bleef, kwamen de meeste werken terecht in het Rijksmuseum. De resterende werken belandden eind jaren tachtig in het Bonnefantenmuseum te Maastricht.